# Bunga Bali
Bunga Bali is een bestuurslaag in het regentschap Alor van de provincie Oost-Nusa Tenggara, Indonesië. Bunga Bali telt 822 inwoners (volkstelling 2010).